# Гінтершмідінг
Гінтершмідінг (нім. Hinterschmiding) — громада в Німеччині, знаходиться в землі Баварія. Підпорядковується адміністративному округу Нижня Баварія. Входить до складу району Фраюнг-Графенау. Центр об'єднання громад Гінтершмідінг.
Площа — 21,04 км2. Населення становить 2453 ос. (станом на 31 грудня 2020).

## Галерея

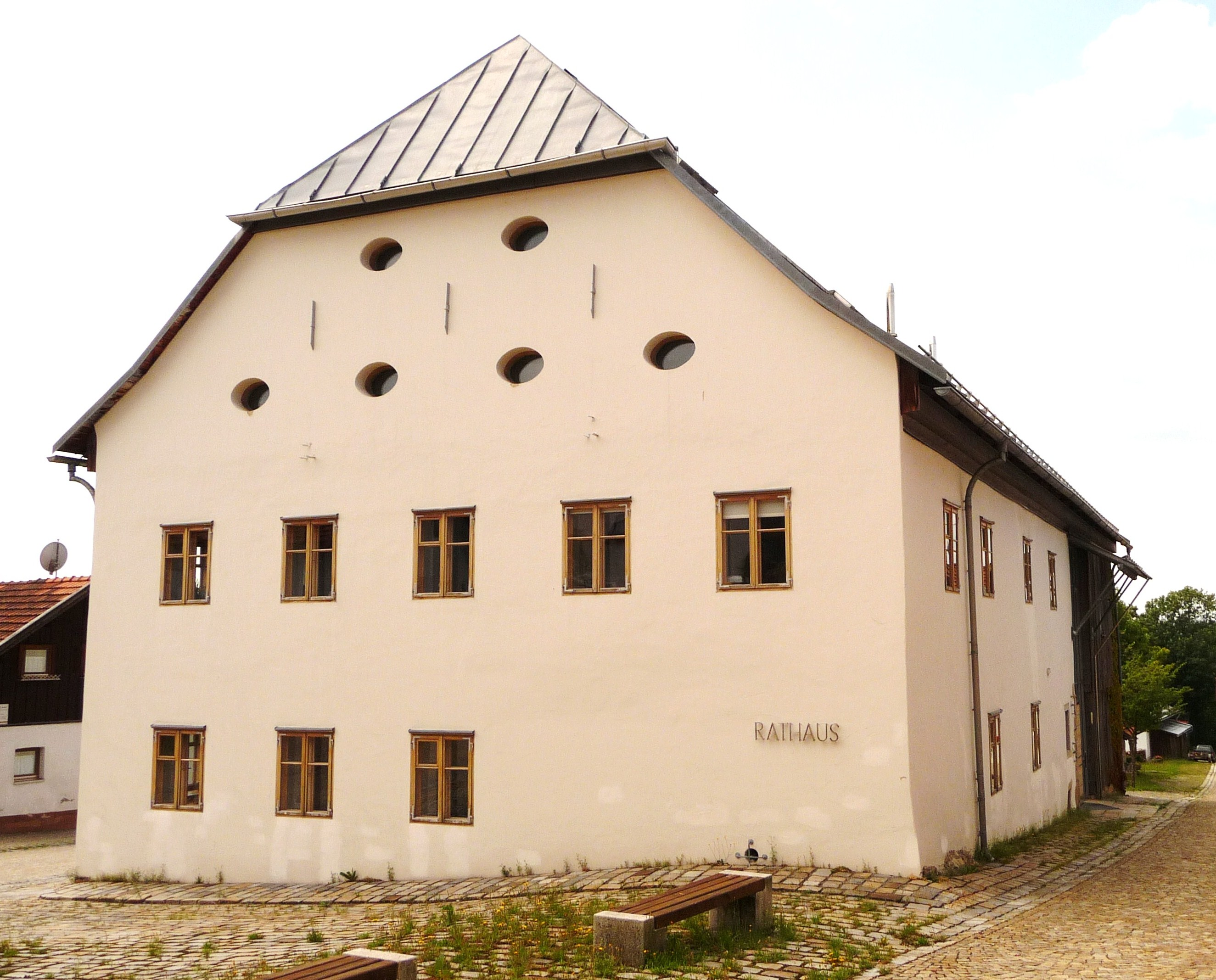